# Fear of Flying
«Fear of Flying» (рус. Боязнь полётов) — одиннадцатый эпизод шестого сезона мультсериала «Симпсоны».

## Сюжет
После шутки над Мо Гомеру запрещают приходить в «Таверну Мо» и он ищет другие бары. В конце концов, Гомер идёт в бар для пилотов, но его ошибочно принимают за пилота и сажают в кабину. Гомер, управляя самолётом, сразу же наносит ущерб компании. Опасаясь публичного унижения, авиакомпания предоставляет Симпсонам билеты в любую точку США, которую они захотят (кроме Аляски и Гавайев). Тем не менее, идея путешествия вызывает у Мардж тревогу, и в самолёте выясняется, что у неё аэрофобия, и из-за паники в самолёте поездка отменяется.
Мардж не хочет ни с кем разговаривать о своей фобии, и Лиза беспокоится, что Мардж, чтобы держать свои чувства закупоренными, будет выводить их по-другому. Когда Мардж начинает подавать такие признаки, как готовить стол для праздника и чинить крышу ночью, Лиза убеждает посетить Мардж психотерапевта доктора Цвайга.
Цвайг начинает искать, с чего у Мардж началась фобия, и она вспоминает — в детстве она узнала, что её отец, Клэнси, работал стюардом, хотя в то время в основном преобладали женщины-стюардессы и мужчины-пилоты. Стыд Мардж уменьшается, когда доктор Цвайг уверяет её, что сейчас преобладают мужчины-стюарды, и что её отец может считаться первооткрывателем. Мардж также вспоминает, что это может быть связано с тем, что во время детской игры с самолётом бабушка попала ей ложкой в глаз(это хоть и стало для семьи ошибкой что нельзя нанимать няньками с отсутствием зрения, но потом до других не дошло), а также с возгоранием игрушечного самолёта в детстве и тем, что в неё стреляли из самолёта, но доктор Цвайг игнорирует это. Мардж излечилась от своей фобии, но когда она и Гомер снова летят в самолёте, он падает в озеро.

## Культурные отсылки
- Когда Гомер ищет подходящий бар, он находит бар «Cheers» из одноимённого сериала, в котором он видит обычный день этого бара. В баре появились герои этого сериала, которых озвучили исполняющие эти роли актёры. По иронии судьбы, Фрайзер Кран молчит, это случилось из-за того, что игравший эту роль Келси Грэммер уже озвучивал в «Симпсонах» Сайдшоу Боба, и сценаристы не смогли придумать сценарий с Грэммером.
- Сон Мардж отсылает к сериалу «Затерянные в космосе». Во сне Мардж  видит себя в роли мисс Робинсон, Гомер это мистер Смит, а робот - Лиза.
- Сцена, в которой Мардж и Жаклин убегают, когда в них стреляют с биплана на кукурузном поле — отсылка к фильму Альфреда Хичкока «К северу через северо-запад».
- На доске почёта Мо шарж Гомера похож на Юстаса Тилли, талисмана «The New Yorker».
- Линия с Гомером, которому предлагают уехать из Спрингфилда — отсылка к фильму «Эта прекрасная жизнь».
- В серии Гомер говорит, что его любимая песня «It’s Raining Men» группы The Weather Girls.
- Гомер заходит в лесбийский бар «Она и она». Вскоре он понимает, что в лесбийском баре нет пожарного выхода, и уходит со словами «Ну и сидите в ловушке, дамочки.» Это — отсылка к знаменитому гей-бару «Stonewall Inn» на Гринвич-Виллидж. Этот бар принадлежал мафии и в нём отсутствовал пожарный выход и если бы в баре случился пожар, то людям пришлось бы бежать через узкий входной проход.

## Отношение критиков и публики
В своём первоначальном американском вещании эпизод стал 48-м, с 9,6 миллионами по рейтингу Нильсена. Это был третий самый высокий рейтинг шоу на сети Fox за ту неделю после «Беверли-Хиллз, 90210» и «Женаты… с детьми».
Эпизод получил положительные отзывы от поклонников и телевизионных критиков. Авторы книги «I Can’t Believe It’s a Bigger and Better Updated Unofficial Simpsons Guide» Уэрэн Мартин и Адриан Вуд написали: «Хороший эпизод, ориентированный на Мардж, с большим количеством умных моментов — дань „Cheers“ и „Затерянные в космосе“ являются фантастическими. Отец Мардж поразительно выглядит, как Мо.» Райан Кифер из DVD Verdict написал: «В эпизоде появляются актёры „Cheers“ (кроме Грэммера, по иронии судьбы) и смешная пародия на „К северу через северо-запад“, эпизод гораздо лучше, чем можно было ожидать» и дал B+ . Гид DVD Movie Колин Якобсон написал в обзоре шестого сезона: «Ещё одна серия, которая нежная, я украл много цитат из этой серии: парень по имени Инкогнито, собака с пухлым хвостом, бремя в сочетании с хлопотами шоу, имеет малый смысл в отношении. Преемственность Мардж пролетела в предыдущих эпизодах, но эта последовательность очень смешная и интересная.»  «The Phoenix» назвал Энн Бэнкрофт шестнадцатой из двадцати лучших приглашённых звёзд.